# Bolitoglossa mexicana
La salamanquesa (Bolitoglossa mexicana) es una especie de salamandras en la familia Plethodontidae.
Habita en Belice, Guatemala, Honduras, El Salvador, México y posiblemente en Nicaragua.
Su hábitat natural son los bosques secos tropicales o subtropicales, bosques húmedos a baja altitud, los montanos húmedos tropicales o subtropicales, plantaciones y jardines rurales.
Está amenazada de extinción debido a la destrucción de su hábitat.